# 萨利 (南卡罗来纳州)
萨利（英文：Salley），是美国南卡罗来纳州下属的一座城市。城市类型是“Town”。其面积大约为2.7平方英里（7平方公里）。根据2010年美国人口普查，该市有人口398人，人口密度约为每平方 英里147.24人（约合每平方公里56.85人）。